# 阿爾斯特河 (迪默爾河支流)
51°31′36.3″N 9°19′41.8″E / 51.526750°N 9.328278°E
阿爾斯特河（德語：Alster），是德國的河流，位於該國西部，處於北萊茵-威斯特法倫州，屬於迪默爾河的左支流，河道全長7.2公里，流域面積16.1平方公里。